# Hadik János (lelkész)
Hadik János másként: Hodik (Trencsén, 1631. – Hamburg, 1681.) evangélikus lelkész.

## Élete
Hadik Jónás evangélikus lelkész és Crispini Erzsébet fia. Tanult Zsolnán, Trencsénben, Bánon, Pozsonyban, Lőcsén és Körmöcbányán; azután, midőn az Illésházy-alapítványt megkapta, 1652. május 8-án a wittenbergai egyetemre iratkozott be, ahonnét 1654-ben hazájába visszatérvén, Illavára hívták meg rektornak; 1658-ban Melcsicre (Trencsén megye) ment lelkésznek és augusztus 29-én Kalinban Joachim szuperintendens által felszenteltetett. Melicicről három év múlva elűzte Nádasdy gróf, aki könyvtárától is megfosztotta; azonban Ostrosith báró oltalmába fogadta. 1664-ben Nagyszalatnára hivatott lelkésznek és végre Zay László báró pártfogása folytán Zayugrócra ment prédikátornak. Neje Pilarik István leánya Anna volt. A környékbeli egyházak esperesévé választatott. A vallási üldözések idején megidéztetett Pozsonyba 1674. március 5-re, ahol meg is jelent és eleinte azok sorába állott, akik az evangyéliomi hittől sem ígéretek, sem fenyegetések által el nem tántorodtak; így történt, hogy kimondatván a térítvényt alá nem írók felett a halálos ítélet, fogságra hurcolták május 30-án Leopoldvárba, ahová a fogoly papok hóhér által kísértettek; de a kivégzéssel fenyegetés és a reá váró sok szenvedés elgondolása állhatatosságát megingatták és útközben Nagyszombatnál az evangélikus vallást megtagadta; tettét azonban nemsokára megbánta, elhagyta hazáját és Németországba ment, ahol ismét az evangélikus vallásra tért. A család nevét hajdan Hodickiusnak is írták.

## Munkái
- Dissertatio de motu et quiete. Vittebergae, 1654.
- Regia coeli augusta porta, arcta via, das ist: Himmelstrasse, enge Pforte, schmaler Weg, Ach und Weh. Das ist: summarische und exemplarische Erklärung, wie wir Christen müssen durch vieles Kreutz und Trübsal, Anfechtung, und grosse Verfolgung, in das Himmelreich eingehen, dass wir zelig werden. Matth. 7. und die Pforte ist enge und der Weg ist schmal, der zum Leben führet, und wenig sind ihrer, die ihn finden. Einfältig verfasset und mit schönen tröstlichen Suspiriis oder Sprüchen der heiligen Schrift gezieret, durch Johann Hadik, gewesenen evangelischen Prediger in Ungarn, an vier unterschiedlichen Orten, bey 15 Jahren, wie auch derselben Senioren, nunmehro aber ist das sechste Jahr betrübten Exulanten. 1679.